# Garidella unguicularis
Garidella unguicularis är en ranunkelväxtart som beskrevs av Poiret. Garidella unguicularis ingår i släktet Garidella och familjen ranunkelväxter. Inga underarter finns listade i Catalogue of Life.

## Bildgalleri

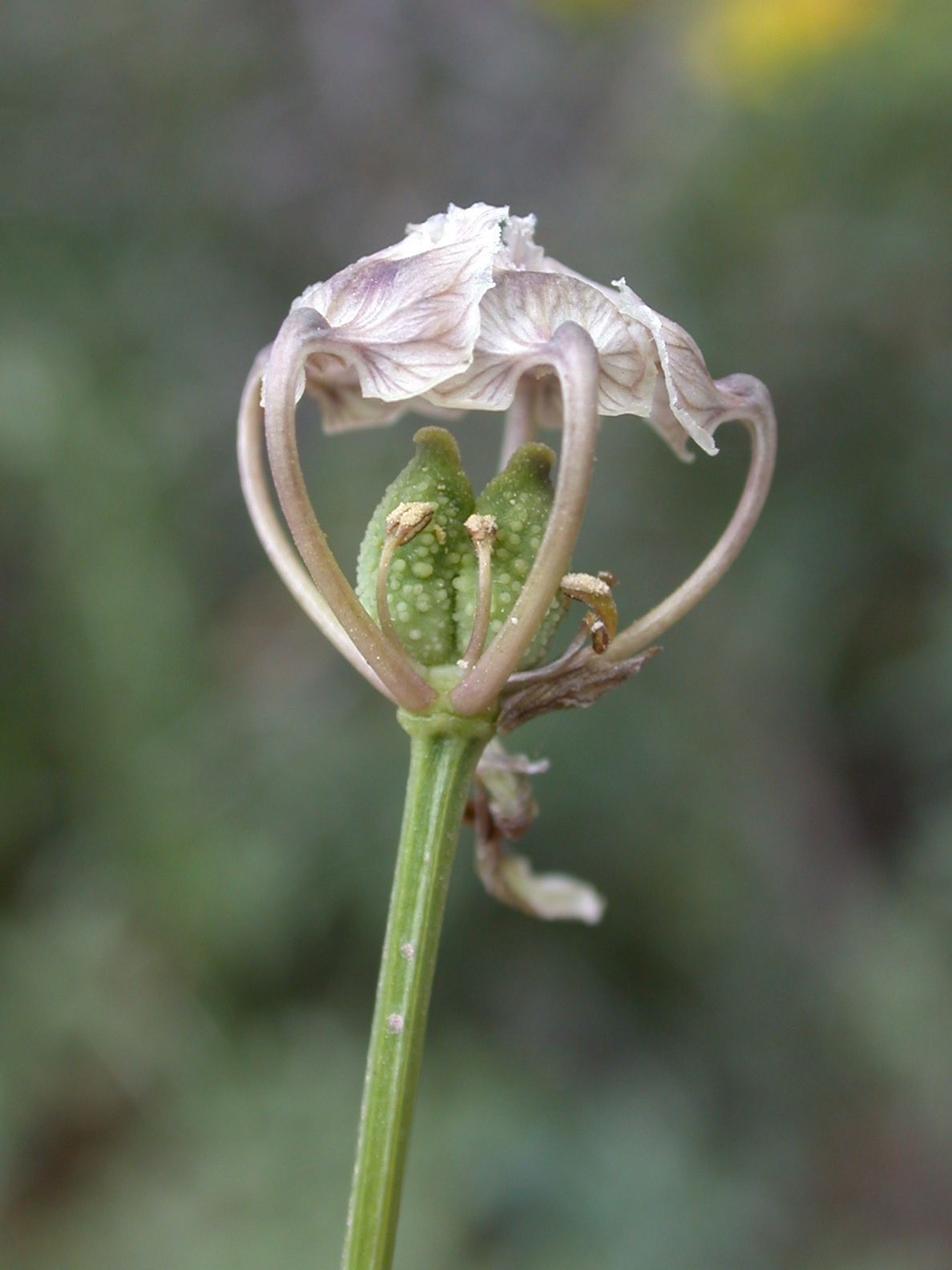
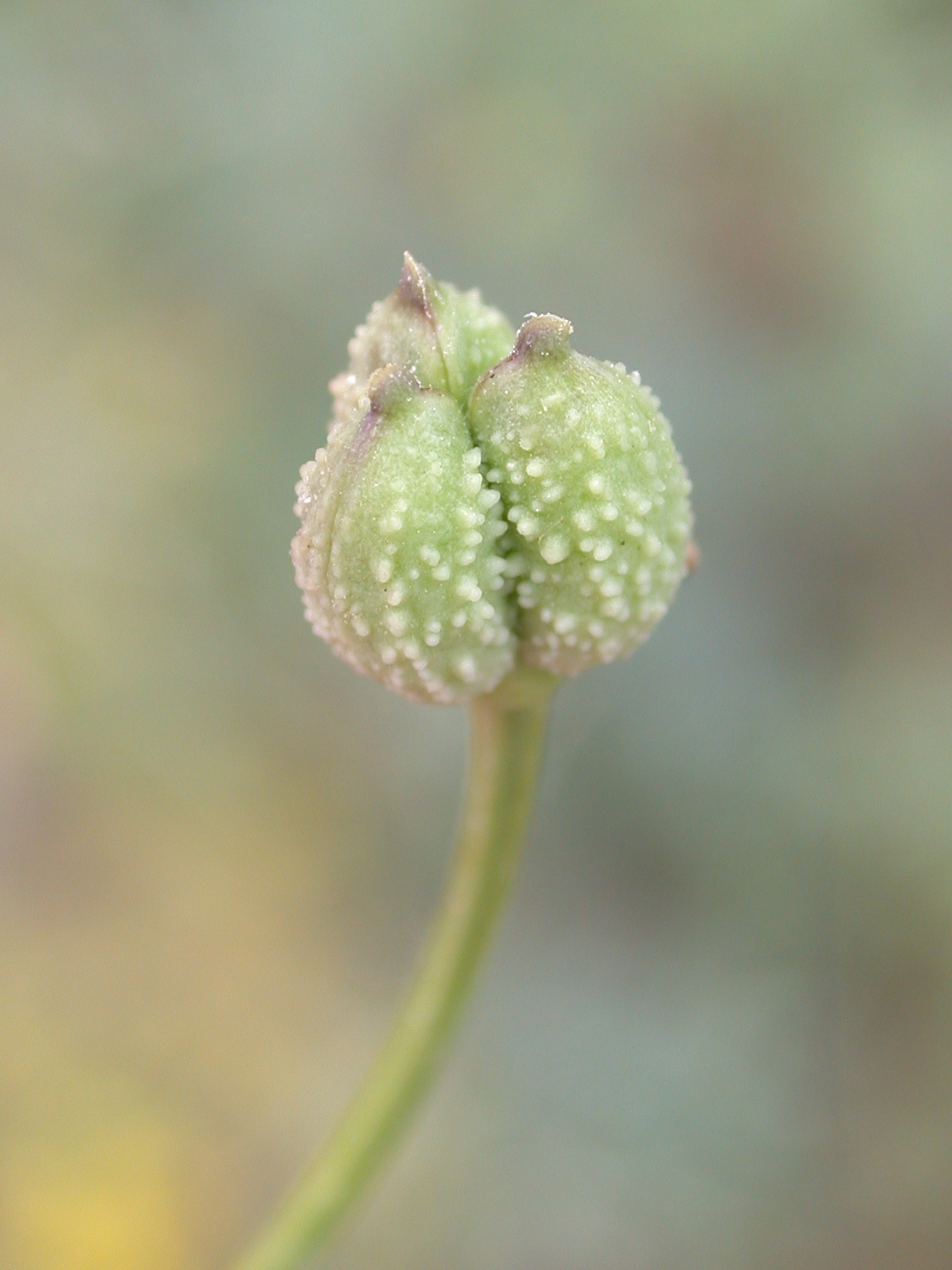